# Carl Heinrich Nieberding

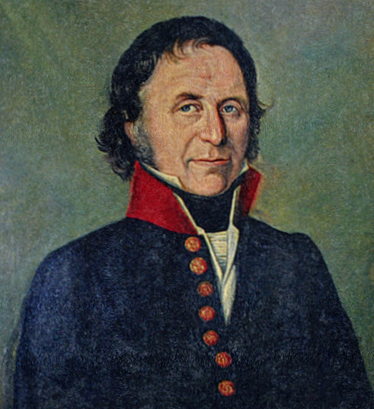
Carl Heinrich Nieberding

Carl Heinrich Nieberding (* 1. Oktober 1779 in Steinfeld; † 11. April 1851 in Lohne) war ein deutscher Verwaltungsbeamter, der sich auch als Historiker und Politiker betätigte.

## Leben
Carl Heinrich Nieberding wurde als Sohn des Zimmermanns und Steuereinnehmers Carl Heinrich Nieberding (1753–1836) und dessen Ehefrau Maria Catharina geb. Dorgelo († 1819) geboren. Nach Besuch der Gymnasien in Vechta und Osnabrück ab 1792 holten die Eltern ihn nach Hause, um zu verhindern, dass Nieberding Offizier wurde. In der Folge war er Hilfsschreiber des Gerichtssekretärs in Vechta. Im Selbststudium bereitete er sich auf das Notariatsexamen vor, das er im April 1798 in Münster ablegte. 1799 wurde er zum Marken-Fiskal (Holzschatzungsbeamten) des Amtes Vechta bestellt und zum Vogt in Lohne. Durch den Reichsdeputationshauptschluss fielen Vechta und Lohne 1803 an das Herzogtum Oldenburg. Nieberding wurde in seinen Ämtern bestätigt und machte der neuen Regierung umfangreiche Verbesserungsvorschläge zur künftigen Verwaltung.
In der Zeit der französischen Besetzung des Herzogtums von 1811 bis 1813 war Nieberding Maire der Stadt Lohne und amtierte daneben auch als Steuereinnehmer, Feldmesser und amtlicher Übersetzer. 1815 wurde er zum Obervogt und zum Amtseinnehmer in Steinfeld ernannt. 1817 wurde er zusätzlich auch noch Gemeinheitskommissar. Nieberding setzte sich für die Kultivierung der Heide- und Moorflächen sowie für die Verbesserung der wirtschaftlichen Lage der Heuerlinge ein. Mit Fragen der Landwirtschaft befasste er sich insgesamt intensiv und veröffentlichte zahlreiche Aufsätze über neue Anbaumethoden und Maßnahmen zur Werterhöhung des Bodens im Großherzogtum Oldenburg. Im selben Jahr trat er der Freimaurer-Loge „Zum goldenen Hirsch“ bei. 1823 gehörte er zu den Gründern der Vechtaer Filialgesellschaft und war auch Mitglied der Oldenburgischen Landwirtschaftsgesellschaft, deren Sekretär und 1. Vorsitzender er später wurde. Im Rahmen seiner beruflichen Tätigkeit übernahm er 1832 die Leitung der Grundsteuereinschätzung im Amt Damme und gehörte auch der Ablösungskommission für die gutsherrlichen Rechte im Amt Vechta an. Für seine vielfältigen Verdienste, zu denen auch die Förderung des Straßenbaus zählte, erhielt er 1847 den Ehrentitel eines Landesökonomierats.
Auch politisch war Nieberding aktiv und wurde im August 1849 in den oldenburgischen Landtag gewählt. Dort setzte er sich für den Anschluss Oldenburgs an Preußen ein.
Um seine große Familie mit 12 Kindern, von denen vier früh verstorben waren, versorgen zu können, ging Nieberding neben seinen beruflichen Aufgaben einer Reihe von bezahlten Nebenbeschäftigungen nach. So war er als Landmesser und Bausachverständiger tätig, erstellte Kostenvoranschläge und Entwürfe für private und öffentliche Bauten und verwaltete seit 1798 mehrere Adelsgüter. Die während dieser beruflichen und nebenamtlichen Tätigkeiten erworbenen Kenntnisse bildeten, wie auch der Zugang zu Archivalien, die Grundlage für ausgedehnte regionale Forschungen. Als Historiker beschäftigte er sich mit der historischen Entwicklung des Münsterlandes und schrieb u. a. eine Geschichte des Niederstifts Münster, eine Abhandlung zur Stadtgeschichte Cloppenburgs und einen Abriss zur Drentweder Siedlungsgeschichte. In seiner Biographie bezeichnet Hans Friedl ihn als den eigentlichen Vater der oldenburgisch-münsterländischen Geschichtsschreibung, wobei die Geschichte des Niederstifts Münster, obwohl unvollendet, sein Hauptwerk ist. Auch betätigte er sich als Herausgeber von Sagensammlungen. Insgesamt veröffentlichte er etwa 150 Aufsätze zu politischen, rechtlichen, sozialen und landeskundlichen Themen.
Nieberding gilt als Vorreiter in der Moorarchäologie. 1812 veröffentlichte er aufgrund der von ihm vorgenommenen Untersuchungen an Bohlenwegen im Großen Moor Berichte über „neuentdeckte alte Heerwege durch das Moor bei Lohne“. Dabei untersuchte er zahlreiche vorgeschichtliche Denkmäler und entdeckte eine Reihe von Burgen, Schanzen und Landwehren.

## Familie
Nieberding heiratete am 28. Oktober 1800 Maria Catharina geb. Wittrock (Taufe: 1779; † 1844), die Tochter des Cloppenburger Bürgermeisters Georg Otto Wittrock (1732–1809) und der Anna Catharina geb. Surkamp (1748–1809). Aus der Ehe gingen zwölf Kinder hervor.

## Ehrungen
Nach Carl Heinrich Nieberding ist der „Nieberding-Schild“ benannt, die höchste Auszeichnung der Stadt Lohne nach der Verleihung der Ehrenbürgerwürde. Der „Nieberding-Schild“ wird alle zwei Jahre an verdiente Bürger Lohnes verliehen. In mehreren Orten in der Nähe Lohnes wurden Straßen nach C. H. Nieberding benannt. Eine Nieberdingstraße gibt es auch in Münster.